# Sermaise (Maine-et-Loire)
Sermaise ist eine französische Gemeinde mit 341 Einwohnern (Stand: 1. Januar 2022) im Département Maine-et-Loire in der Region Pays de la Loire. Sie gehört zum Arrondissement Angers und zum Kanton Angers-6. Die Einwohner werden Sermates (auch: Sarmaisiens) genannt.

## Geographie
Sermaise liegt etwa 28 Kilometer ostnordöstlich von Angers in der Landschaft Baugeois. Nachbargemeinden von Sermaise sind Jarzé-Villages im Norden, Échemiré im Nordosten, Baugé-en-Anjou im Osten und Nordosten, Saint-Georges-du-Bois im Süden, Mazé-Milon im Westen und Südwesten sowie Lué-en-Baugeois im Westen.

## Bevölkerungsentwicklung
| Jahr                       | 1962 | 1968 | 1975 | 1982 | 1990 | 1999 | 2006 | 2018 |
| Einwohner                  | 272  | 250  | 217  | 268  | 244  | 227  | 319  | 327  |
| Quellen: Cassini und INSEE |      |      |      |      |      |      |      |      |

## Sehenswürdigkeiten
- Kirche Saint-Hilaire, Monument historique seit 1973

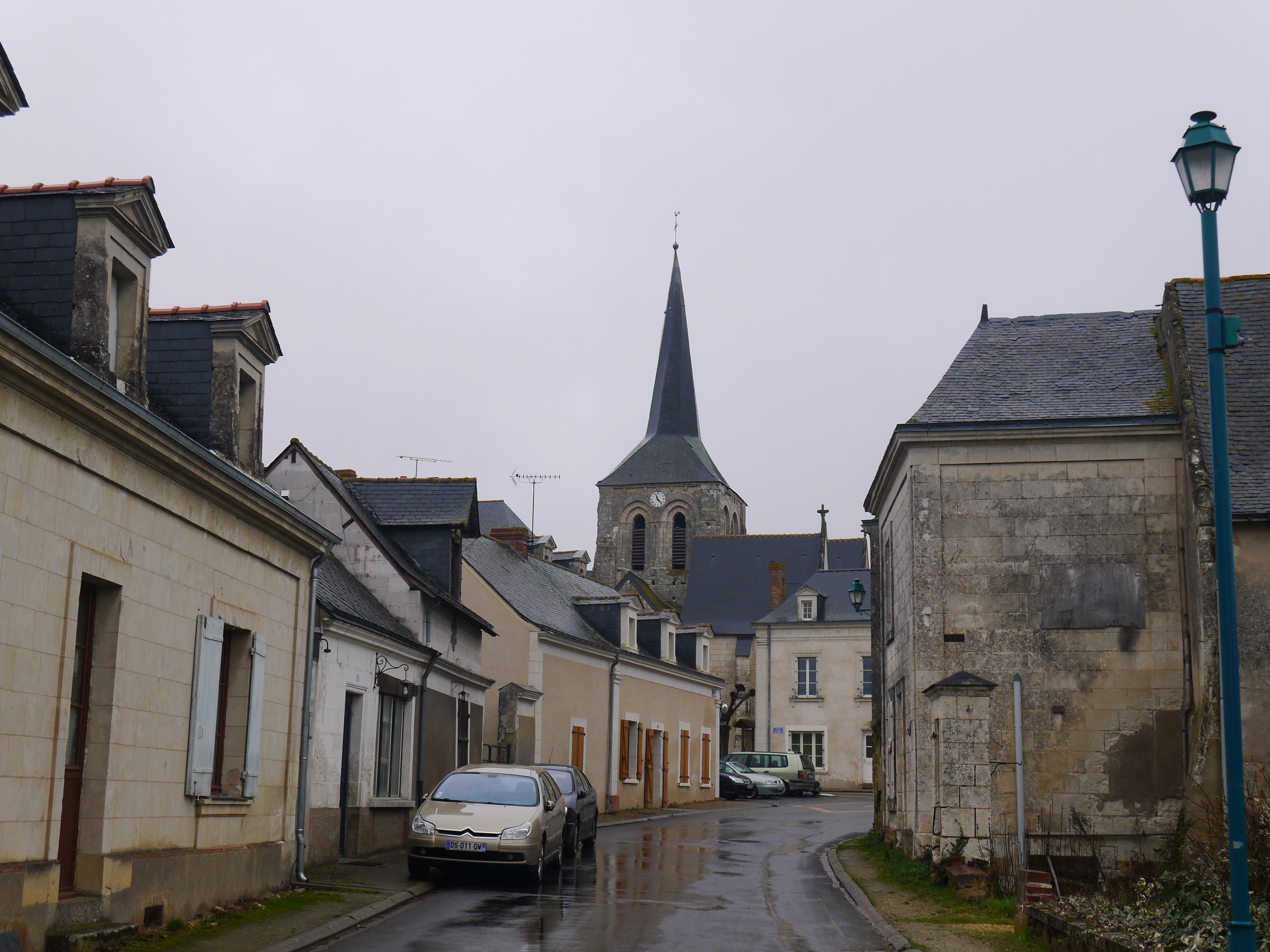
Kirche Saint-Hilaire